# Mudashiru Lawal
Mudashiru Babatunde "Muda" Lawal (Abeocutá, 8 de junho de 1954 - Ibadã, 6 de julho de 1991) foi um futebolista nigeriano que atuava como meio-campista. Jogou durante uma década pela Seleção Nigeriana, vencendo a Copa Africana de Nações em 1980.

## Carreira
Lawal, que trabalhava como mecânico, foi descoberto aos 21 anos, em 1975, sendo integrado ao elenco do Shooting Stars. Venceu 3 vezes o Campeonato Nigeriano (1976, 1980 e 1983) e a Recopa Africana de 1976. Permaneceria no clube até 1984, e no ano seguinte, o Shooting Stars foi dissolvido.
Teve passagens por Stationary Stores e Abiola Babes (pelo qual foi campeão da Copa da Nigéria em 1987) antes de voltar ao Shooting Stars, onde também foi auxiliar-técnico.

## Seleção Nigeriana
Por 10 anos, Lawal foi um dos principais jogadores da Seleção Nigeriana, estreando em janeiro de 1975 contra Camarões.
Disputou 5 Copas Africanas, em 1976 (terceiro lugar), 1978, 1980 - quando as Super Águias, treinadas pelo brasileiro Otto Glória (técnico de Portugal na Copa de 1966), conquistaram seu primeiro título na competição, disputada justamente em território nigeriano - Lawal fez 2 gols nesta edição (um contra a Tanzânia e outro na decisão contra a Argélia),  1982 e 1984 (a Seleção Nigeriana foi vice-campeã; Lawal abriu o placar contra Camarões, que terminou com o título). Jogou ainda as Olimpíadas de 1980.
Sua despedida foi em agosto de 1985, quando a Nigéria perdeu para a Zâmbia em jogo válido pelas eliminatórias da Copa de 1986. O meio-campista disputou 86 partidas pela Seleção, tendo feito 12 gols.

## Morte
Em 6 de julho de 1991, 28 dias após completar 37 anos, Lawal faleceu em sua casa, na cidade de Ibadã. Em homenagem ao jogador, o estádio Ashero, em Abeocutá (cidade-natal do meia) foi rebatizado como Estádio Muda Lawal.

## Títulos
Nigéria
- Copa das Nações Africanas: 1980

Shooting Stars
- Campeonato Nigeriano: 3 (1976, 1980 e 1983)
- Recopa Africana: 1976

Abiola Stars
- Copa da Nigéria: 1987

## Links
- Muda Lawal em National-Football-Teams.com